# Плужниця (гміна)
Гміна Плужниця (пол. Gmina Płużnica) — сільська гміна у північній Польщі. Належить до Вомбжезького повіту Куявсько-Поморського воєводства. Адміністративний центр гміни — село Плужниця.
Станом на 31 грудня 2011 у гміні проживало 4949 осіб.

## Площа
Згідно з даними за 2007 рік площа гміни становила 119,33 км², у тому числі:
- орні землі: 86,00 %
- ліси: 2,00 %

Таким чином, площа гміни становить 23,80 % площі повіту.

## Населення
Станом на 31 грудня 2011:
| Опис     | Загалом | Загалом | Чоловіки | Чоловіки | Жінки | Жінки |
| -------- | ------- | ------- | -------- | -------- | ----- | ----- |
| одиниця  | осіб    | %       | осіб     | %        | осіб  | %     |
| все      | 4949    | 100     | 2507     | 50,66    | 2442  | 49,34 |
| міське   | 0       | 100     | 0        |          | 0     |       |
| сільське | 4949    | 100     | 2507     | 50,66    | 2442  | 49,34 |

### Віковий склад населення
Діаграма вікового складу населення гміни у 2014 році:

## Населенні пункти
До складу гміни входить 16 сіл: Беляви, Блендове, Бонгарт, Домбрувка, Вевюрки, Вельдзондз, Котнове, Нова-Весь-Крулевська, Орлове, Острове, Плонхави, Плужниця, Пульке, Ученж, Чапле, Юзефкове.

## Сусідні гміни
Гміна Плужниця межує з такими гмінами: Хелмжа, Хелмно, Ґрудзьондз, Лісево, Радзинь-Хелмінський, Вомбжежно.